# Prosečka vas
Prosečka vas (mađarski: Kölesvölgy, prekomurski: Prosečka ves) je naselje u slovenskoj Općini Puconcima. Prosečka vas se nalazi u pokrajini Prekomurju i statističkoj regiji Pomurju. 

## Stanovništvo
Prema popisu stanovništva iz 2002. godine naselje je imalo 129 stanovnika.